# ニュース845おおいた
『ニュース845おおいた』（ニュースはちよんごおおいた）は、NHK大分放送局で放送されている『NHKニュース』の大分ローカルニュース番組。

## 概要
大分県内の1日のニュース・話題や気象情報を伝える。
BGMは福岡放送局のものを採用しているが、CGは大分放送局独自である。

## 番組内容
- 大分県内のニュース
- 気象情報

## 放送時間
- 平日 20:45 - 21:00（JST）
祝日及び年末年始は休止し、NHK福岡放送局からの九州・沖縄のニュースを20:55 - 21:00に放送する（12月31日を除く）。
また、平日であっても大型連休の谷間やお盆休み及び年末年始前後、オリンピック期間中などに番組を休止する場合があり、その場合は福岡からの九州・沖縄のニュースを21:00頃に10 - 15分間放送する。

## キャスター
- NHK大分放送局のアナウンサーが交代で担当する。